# 西沙城乡
西沙城乡，是中华人民共和国河北省张家口怀安县下辖的一个乡镇级行政单位。

## 行政区划
西沙城乡下辖以下地区：
西沙城村、东沙城村、水闸屯村、北庄堡村、段家庄村、双屯堡村、朱家庄村、阎龙庄村、王龙庄村、范庆庄村和南刘家窑村。